# Baba-Alatîrka
Baba-Alatyrka este un spirit al naturii în mitologia slavă. Numele său vine de la Piatra Alatyr, o stâncă sau munte cu puteri miraculoase. Este menționată alături de Bereghine ca sprit ocrotitor al munților.